# العلاقات السلوفاكية الليتوانية
العلاقات السلوفاكية الليتوانية هي العلاقات الثنائية التي تجمع بين سلوفاكيا وليتوانيا.

## مقارنة بين البلدين
هذه مقارنة عامة ومرجعية للدولتين:
| وجه المقارنة                                              | سلوفاكيا                                                       | ليتوانيا                                                    |
| --------------------------------------------------------- | -------------------------------------------------------------- | ----------------------------------------------------------- |
| المساحة (كم2)                                             | 49.03 ألف                                                      | 65.30 ألف                                                   |
| عدد السكان (نسمة)                                         | 5.44 مليون                                                     | 2.79 مليون                                                  |
| الكثافة السكانية (ن./كم²)                                 | 110.95                                                         | 42.73                                                       |
| العاصمة                                                   | براتيسلافا                                                     | فيلنيوس، كاوناس                                             |
| اللغة الرسمية                                             | اللغة السلوفاكية                                               | اللغة الليتوانية                                            |
| العملة                                                    | كرونة سلوفاكية، يورو                                           | ليتاس ليتواني، يورو                                         |
| الناتج المحلي الإجمالي (بليون دولار)                      | 95.77 مليار                                                    | 47.17 مليار                                                 |
| الناتج المحلي الإجمالي (تعادل القوة الشرائية) بليون دولار | 162.34 مليار                                                   | 84.06 مليار                                                 |
| الناتج المحلي الإجمالي الاسمي للفرد دولار أمريكي          | 16.09 ألف                                                      | 14.15 ألف                                                   |
| الناتج المحلي الإجمالي للفرد دولار أمريكي                 | 30.46 ألف                                                      | 27.69 ألف                                                   |
| مؤشر التنمية البشرية                                      | 0.844                                                          | 0.839                                                       |
| رمز المكالمات الدولي                                      | +421                                                           | +370                                                        |
| رمز الإنترنت                                              | .sk                                                            | .lt                                                         |
| المنطقة الزمنية                                           | توقيت وسط أوروبا، ت ع م+01:00، ت ع م+02:00، أوروبا/براتيسلافا ‏ | ت ع م+02:00، ت ع م+03:00، أوروبا/فيلنيوس ‏، توقيت شرق أوروبا |

## مدن متوأمة
في ما يلي قائمة باتفاقيات التوأمة بين مدن سلوفاكية وليتوانية:
- ترتبط زفولن مع بريناي باتفاقية توأمة.
- ترتبط براتيسلافا مع فيلنيوس باتفاقية توأمة منذ 3 أبريل 1969.[16][16][17][17]

## منظمات دولية مشتركة
يشترك البلدان في عضوية مجموعة من المنظمات الدولية، منها:
| علم المنظمة | اسم المنظمة                               | تاريخ انضمام سلوفاكيا | تاريخ انضمام ليتوانيا |
| ----------- | ----------------------------------------- | --------------------- | --------------------- |
|             | الاتحاد الأوروبي                          | 1 مايو 2004           | 1 مايو 2004           |
|             | وكالة ضمان الاستثمار متعدد الأطراف        | 1993                  | 8 يونيو 1993          |
|             | منظمة التعاون الاقتصادي والتنمية          | ?                     | 5 يوليو 2018          |
|             | الأمم المتحدة                             | 19 يناير 1993         | 17 سبتمبر 1991        |
|             | مركز تنسيق الحركة في أوروبا ‏              | ?                     | ?                     |
|             | منظمة حظر الأسلحة الكيميائية              | ?                     | ?                     |
|             | منظمة التجارة العالمية                    | ?                     | ?                     |
|             | منظمة الشرطة الجنائية الدولية             | ?                     | ?                     |
|             | منظمة الأمن والتعاون في أوروبا            | 1993                  | 10 سبتمبر 1991        |
|             | مؤسسة التنمية الدولية                     | 1993                  | 23 سبتمبر 2011        |
|             | حلف شمال الأطلسي                          | 29 مارس 2004          | 29 مارس 2004          |
|             | يونسكو                                    | 9 فبراير 1993         | 7 أكتوبر 1991         |
|             | الاتحاد البريدي العالمي                   | ?                     | ?                     |
|             | البنك الدولي للإنشاء والتعمير             | 1993                  | 6 يوليو 1992          |
|             | اتفاقية السماوات المفتوحة                 | ?                     | ?                     |
|             | الاتحاد الدولي للاتصالات                  | 23 فبراير 1993        | 1 يوليو 1923          |
|             | مؤسسة التمويل الدولية                     | 1993                  | 15 يناير 1993         |
|             | المنظمة الأوروبية لسلامة الملاحة الجوية   | 1997                  | 2006                  |
|             | المركز الدولي لتسوية المنازعات الاستشارية | 26 يونيو 1994         | 5 أغسطس 1992          |
|             | مجموعة الموردين النوويين                  | ?                     | ?                     |

## وصلات خارجية
- موقع وزارة الخارجية السلوفاكية
- موقع وزارة الخارجية الليتوانية